# 本郷城
本郷城（ほんごうじょう）は、美濃国池田郡本郷（岐阜県揖斐郡池田町）にあった日本の城。

## 概要
南北朝時代に、5代目美濃国守護の土岐頼忠が築城した。なお、頼忠の子である土岐頼益も父についで本郷城にいた。
その後、土岐頼益が本郷城を出て、萱津（現:愛知県甚目寺町）へ移った後に、家臣であった国枝為助が居城とした。また、為助は1495年（明応4年）に起きた船田合戦で兄弟5人と共に討死したが、國枝氏は代々この城を居城とした。

## 場所
形式は「平城」で、現在史跡公園として残されている。
明治時代の字絵図から復原すると以下の通りである。
- 中心となる内郭と同心円状に囲む外郭からなる
- 平面図にすると、東西116 m、西辺149 m、東辺68 mからなる歪な台形
- 内郭は周辺より2 m程高く、堀を含めて1辺56-65 mの方形をしている
- 外・内郭とも周囲に土塁と堀をめぐらしている
- 内郭北西隅には、1辺7.2 mで内郭より2.7 m高い石積みの櫓台が設けられている
- 周辺からは瓦が採取されており、櫓台上に瓦葺きの建物が存在した

## 國枝氏
美濃國枝氏の系統については諸説あり判然としないが、守護土岐氏、守護代斉藤氏との縁故も深く文明年間には相当の実力を蓄えていたようであり、明応4年（1495年）6月に小守護代石丸利光が土岐成頼の子・元頼を擁立して、船田合戦を起こすと國枝為助が石丸方の副将として一軍を率いている。
しかし中野の戦いで敗北、為助ら國枝一族は全員討死にを遂げ、最終的に石丸方も敗北したため一時没落した。その後勢力を回復して戦国末期まで有力土豪として本郷城にてその地位を保った。その後、龍安寺の再興と保護、領地の整備、市場の奨励などと地域振興に尽力した。

### 関ヶ原の戦い
慶長5年（1600年）8月、本郷城主であった国枝政森は関ヶ原の戦いで織田秀信に属して西軍にくみし敗れて本郷城を焼き払われる。これによって領主としての美濃國枝氏は滅亡したが、明治維新以降も國枝氏は美濃池田郡本郷に残る。